# RWZ-6

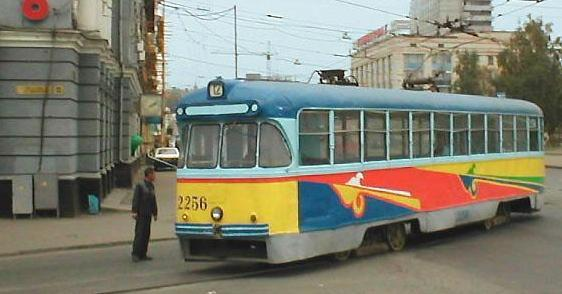
RWZ-6 w Kazaniu

RWZ-6 (РВЗ-6) – czteroosiowy tramwaj jednokierunkowy produkcji radzieckiej.
Skrót RWZ pochodzi od nazwy ryskiej wytwórni Ryżskij Wagonostroitielnyj Zawod (Рижский вагоностроительный завод, РВЗ, Rīgas Vagonbūves Rūpnīca, RVR). Pierwszy prototyp wagonu powstał w roku 1960, w tym samym roku rozpoczęto też produkcję seryjną która zakończyła się w grudniu 1987 roku. Popularne w miastach Związku Radzieckiego, wagony RWZ-6 są nadal eksploatowane w Rosji.

## Egzemplarze muzealne
Oprócz miejsc, gdzie RWZ-6 jeszcze kursuje liniowo, można je zobaczyć wśród eksponatów wielu tramwajowych muzeów. W Niżnonowogrodzkim muzeum transportu znajduje się sprawny RWZ-6M2, lecz został przeniesiony na odcięte od sieci miasta odgałęzienie. Do tego czasu uczestniczył w dwóch tramwajowych paradach, w latach 2004 i 2005. 
Jeden egzemplarz RWZ-6 posiada Muzeum Transportu Zbiorowego Moskwy.
Ostatnie egzemplarze RWZ-6 i jego modernizacje RWZ-DEMZ pożegnały się z ulicami Mińska w 2008 roku. RWZ-6 zasila kolekcję Muzeum Tramwajów, a ostatni egzemplarz RWZ-DEMZ jest wagonem technicznym. 
w Lipiecku RWZ-6 były eksploatowane do 1995 roku, ostatni wagon pozostał na zajezdni jako eksponat muzealny.
W Taszkencie używane były do wiosny 2008 roku. Ostatni wagon można oglądać z Muzeum Transportu Elektryfikowanego Uzbekistanu na terenie zajezdni #2.

## Eksploatacja liniowa
W łotewskim Dyneburgu wagony RWZ-6 były eksploatowane do 2014 roku, od tego czasu stoją odstawione na zajezdni tramwajowej. 
W Witebsku wycofano wagony z ruchu. 
W Kazaniu, poza ostatnimi dwiema sztukami, zostały skasowane w roku 2009, bądź przerobione na wagony techniczne, których łącznie w mieście jest 6.
W Ufie eksploatowane były do 19 października 2009 roku. Jeden wagon RWZ-6M2 pozostał jako liniowy tramwaj historyczny, drugi został przerobiony na wagon techniczny. 
W Chabarowsku do dziś używanych liniowo jest 21 sztuk RWZ-6M2.
W Komsomolsku nad Amurem było używanych liniowo 19 sztuk RWZ-6M2. Z powodu zawieszenia kursowania tramwajów, obecnie wagony stoją odstawione.
W Władywostoku do dziś używanych liniowo jest 8 sztuk RWZ-6M2.
W Saławacie do dziś używanych liniowo jest 4 sztuk RWZ-6M2.
W Osinnikach do dziś używanych liniowo jest 4 sztuk RWZ-6M2.